# Tanguy und Laverdure Klassik
Tanguy und Laverdure Klassik ist ein frankobelgischer Comic. Es handelt sich um einen Ableger der gleichnamigen Comicserie.

## Hintergrund
Die französischen Militärpiloten Michel Tanguy und Ernest Laverdure, die Titelhelden aus Die Abenteuer von Tanguy und Laverdure, stehen im Mittelpunkt der Ereignisse. Im Gegensatz zur Hauptserie ist die Handlung aber nicht in der Gegenwart, sondern in den 1960er- und 1970er-Jahren angesiedelt. Patrice Buendia schrieb zunächst einen Zweiteiler auf Grundlage des Romans L’Avion qui tuait ses pilotes (1971) von Jean-Michel Charlier, der in der Taschenbuchreihe Bibliothèque verte des Verlages Hachette erschien und von Jijé und seinem Assistenten Daniel Chauvin illustriert wurde. Matthieu Durand orientierte sich am Zeichenstil von Albert Uderzo, der der erste Zeichner der Originalserie war. 
Dargaud ging eine Zusammenarbeit mit dem auf Fliegercomics spezialisierten Verlag Zéphyr ein. Den deutschsprachige Vertrieb übernahm Salleck.

## Alben
- Gefahr für Mirage F1 (1/2016)*
- Das Flugzeug, das seine Piloten tötete (2/2017)*
- Schüsse in den Alpen (3/2019)
- Der Pilot, der zu viel wusste (4/2021)
- Le Mystère du Sabre jaune (5/2023)*
- Traque au Canada (6/2024)*
- Une taupe chez les cigognes (7/2025)